# Майхофер, Вернер
Вернер Майхофер (нем. Werner Maihofer; 20 октября 1918, Констанц, Германская империя — 6 октября 2009, Франкфурт-на-Майне, Германия) — немецкий политический деятель, бывший министр внутренних дел ФРГ (1974—1978).

## Биография
Солдатом вермахта принимал участие во Второй мировой войне.

### Учёба и педагогическая деятельность
В 1950 году окончил юридический факультет университета им. Альберта Людвига во Фрайбурге и получил учёную степень кандидата наук. В 1953 году защитил докторскую диссертацию.
В 1955—1969 годы — профессор кафедры философии права и социальной философии, уголовного права и уголовного процесса в Саарском университете в Саарбрюккене.
В 1967—1969 годы — ректор Саарского университета.
С 1970 года — профессор кафедры уголовного права, уголовного процесса, юридической социологии, юридической теории, философии права и социальной философии университета Билефельда.
В 1982—1988 годы — президент Европейского института высшей школы в Сан-Доменико-ди-Фьезоле (близ Флоренции, Италия).

### Политическая деятельность
С 1969 года — член СвДП. Как председатель программной комиссии СвДП с 1970 года он был наряду с Карл-Германом Флахом и Вальтером Шеелем одним из авторов Фрайбургских тезисов.
В 1970—1978 годах — член президиума СвДП. В 1994—1995 годах — член программной комиссии СвДП, один из авторов Висбаденской программы партии.
В 1972—1980 годах — член бундестага ФРГ.
В 1972—1974 годах — министр по особым поручениям. На этой должности он оказался вовлечён в скандал вокруг нелегального прослушивания менеджера Клауса Траубе, работавшего в сфере ядерной энергетики.
В 1978 году он ушёл в отставку, взяв на себя ответственность за ситуацию, сложившуюся в связи с похищением и убийством «Красными бригадами» в 1977 году президента Конфедерации ассоциаций немецких работодателей Ханнса Мартина Шлейера.